# 柳城街道 (南安市)
柳城街道是位于中国福建省泉州市南安市的一个街道。街道辖区位于南安市区东南大门，是南安市区出入厦门、泉州市區的重要门户。

## 名称由来
因南安县治从丰州迁移至此，使用了丰州的别称“柳城”。柳城街道1999年从原溪美镇拆出时继续沿用了这一名称。

## 概况
柳城街道共有人口6.38万人，总面积71.9平方公里，市区面积6平方公里，森林覆盖率达60%。

主要产业为建筑建材、机械铸造、塑料鞋革、房地产开发、城区服务业等。

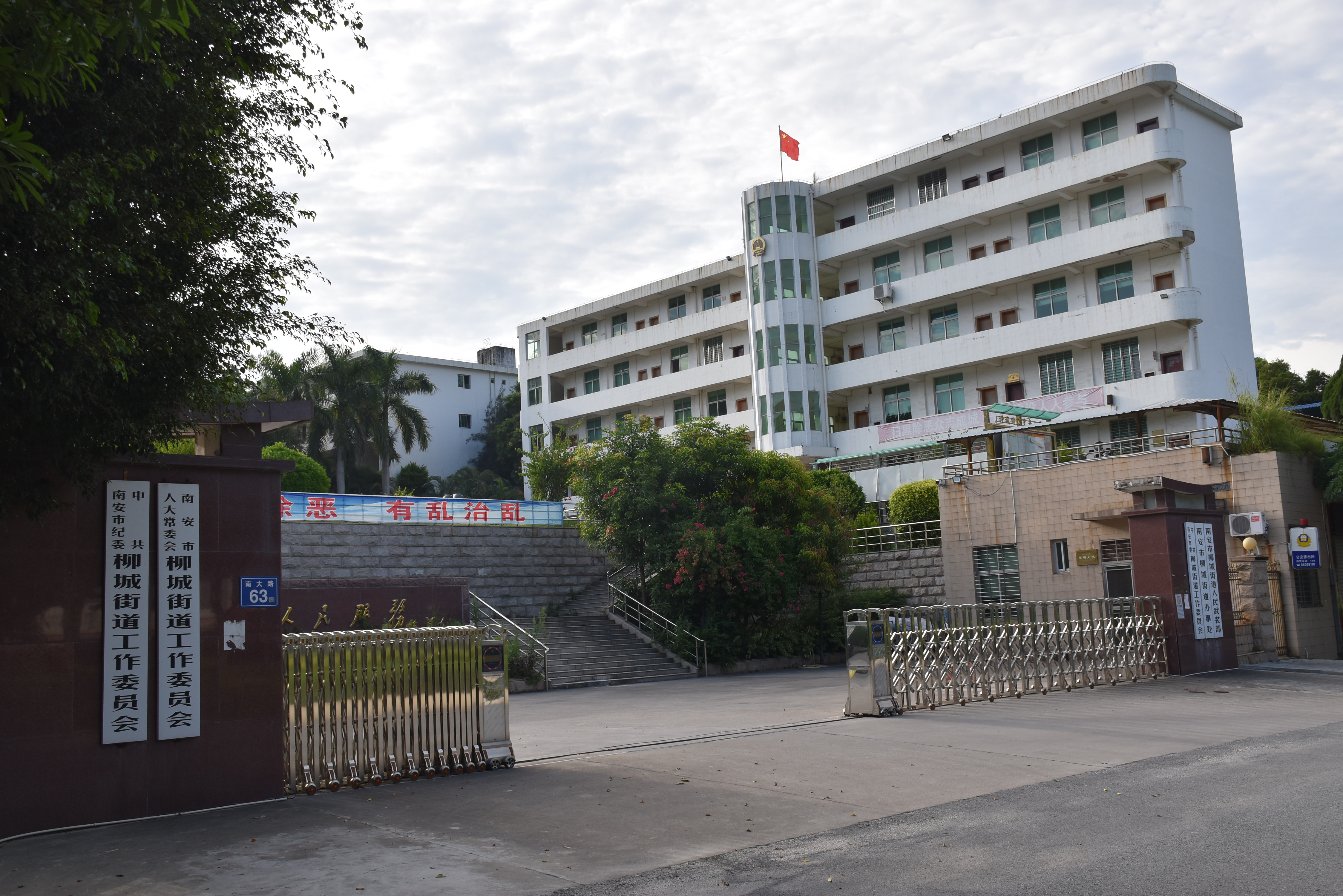
柳城街道办事处
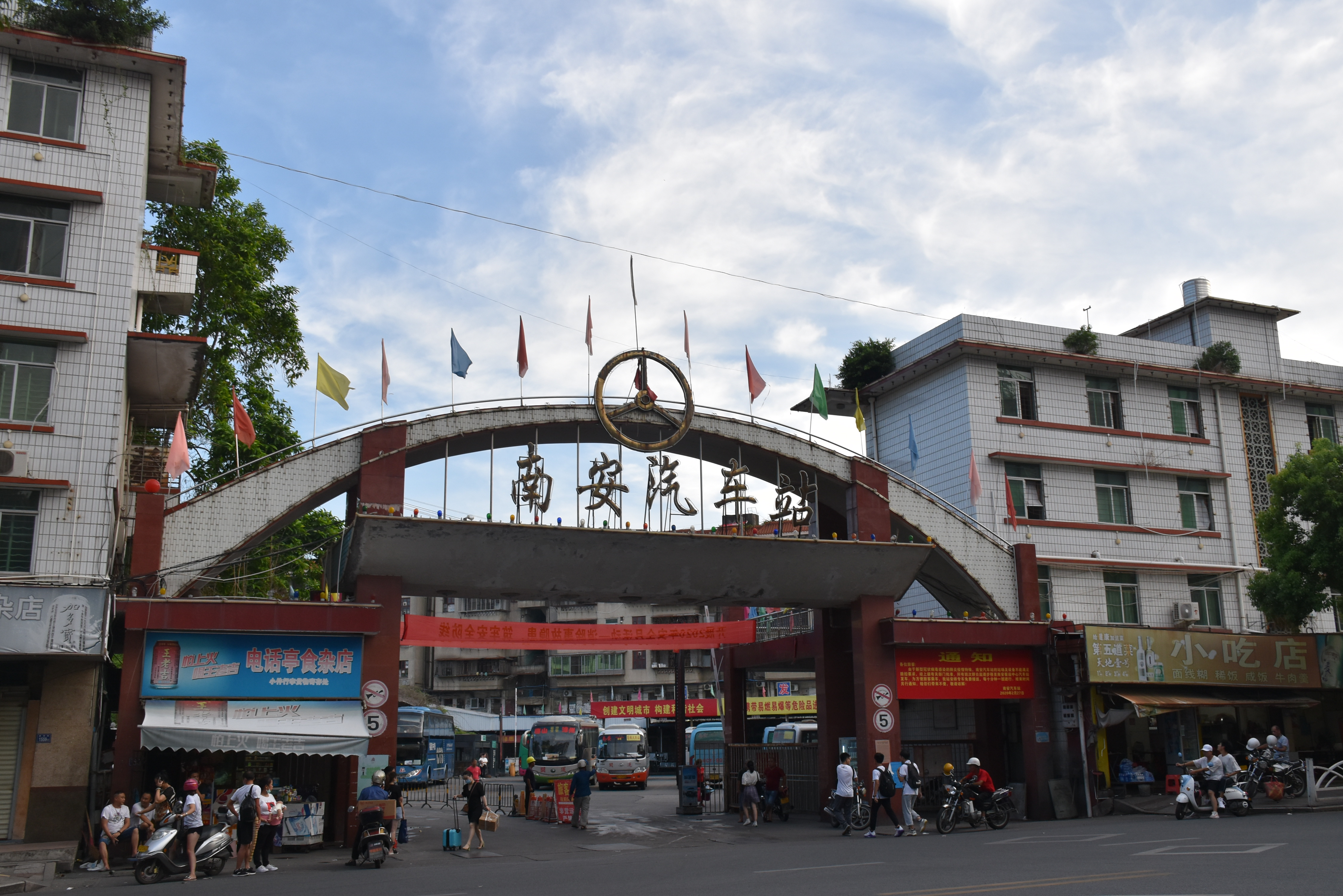
位于柳城街道的南安汽车站
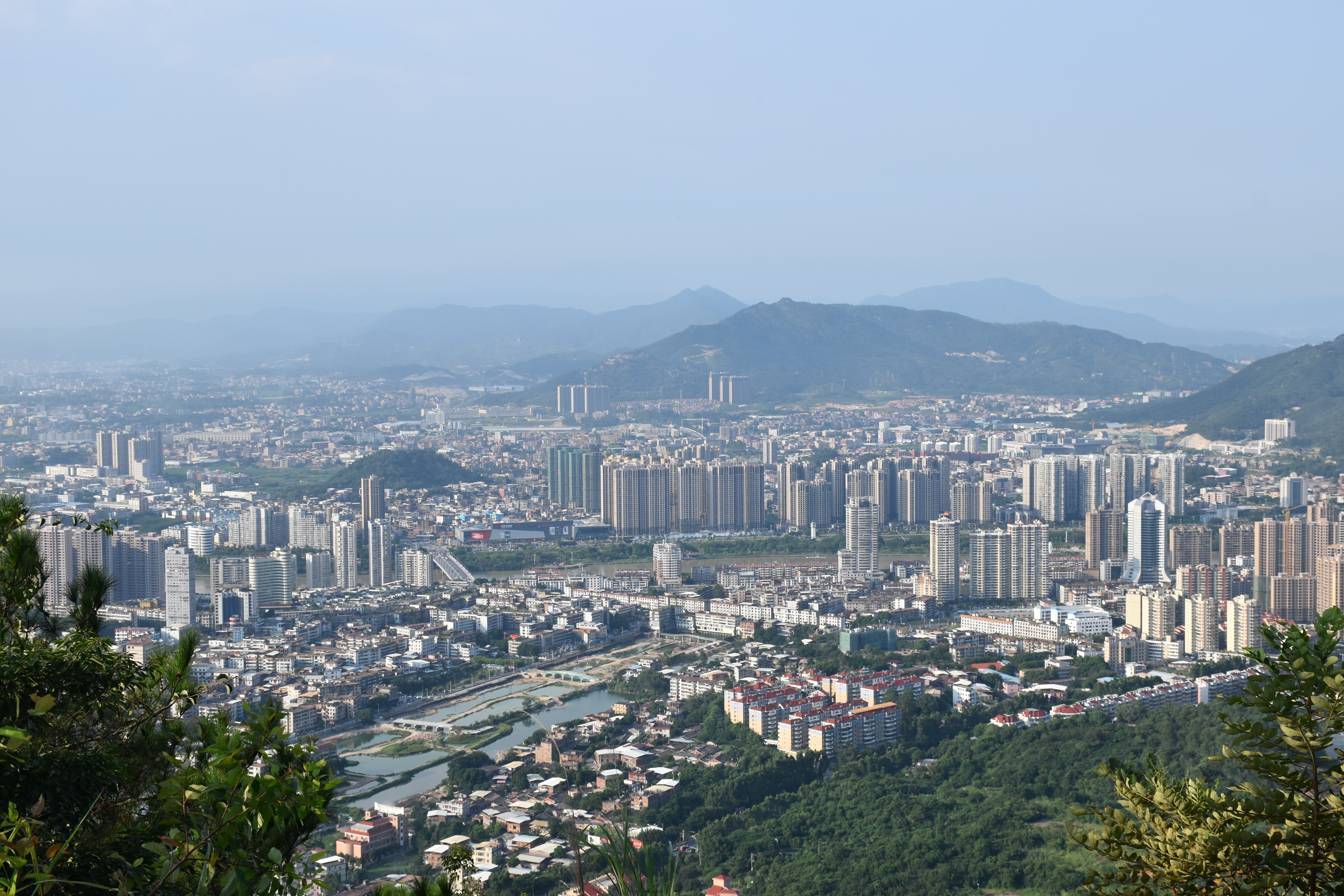
图中右侧城区即为柳城街道一角
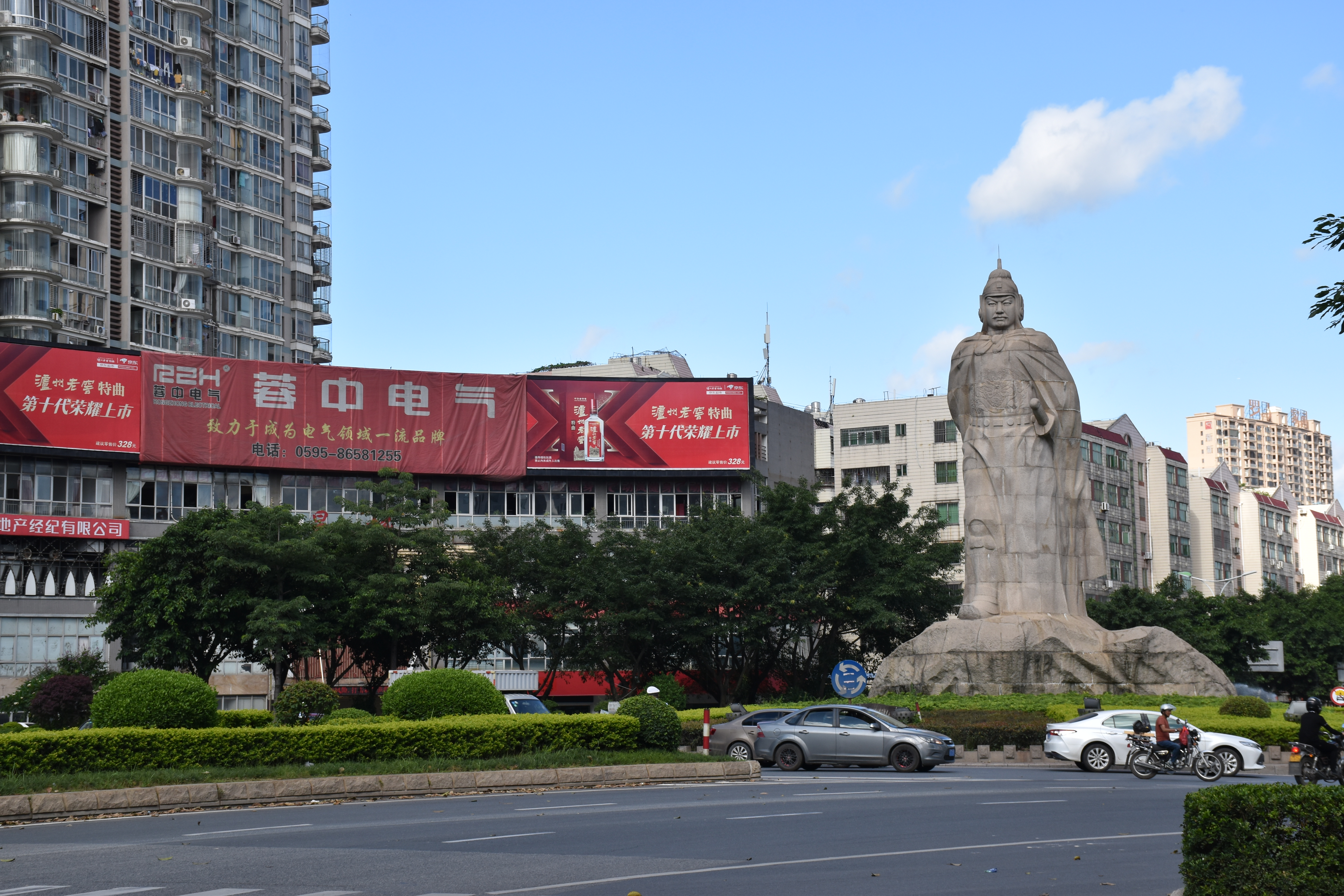
位于柳城街道二环路与成功街路口的郑成功雕像

## 行政区划
柳城街道办事处驻金街，辖6个社区、9个行政村：
露江村、霞西村、霞东村、桑林村、杏莲村、三堡村、祥堂村、上都村、施坪村9个行政村和金街社区、新华社区、帽山社区、柳东社区、象山社区、下都社区6个社区。